# Carme Adán
Carme Adán Villamarín, (San Sebastián, 16 de diciembre de 1966) es una filósofa, ensayista, profesora y política gallega. De 2005 a 2015 fue diputada en Parlamento Gallego por el Bloque Nacionalista Gallego. De 2005 a 2009 fue Secretaria General de Igualdad en el gobierno de Galicia.  

## Biografía
Nació en San Sebastián pero su familia es originaria de Lalín, Galicia. Al regresar de Guipúzcoa se estableció en Vigo. Se licenció en Filosofía por la Universidad de Santiago de Compostela. Fue profesora de enseñanza secundaria de 1990 a 2005. En la actualidad su destino es el IES Politécnico de Vigo. En 2002 se doctoró en la misma universidad de Santiago con la tesis Epistemología, naturaleza y género bajo la dirección de María José Agra.  
Presidió el Aula Castelao de Filosofía entre 1999 y 2005, año en el que pasó a formar parte de la comisión de género del Consello da Cultura Galega. También en 2005 fue elegida parlamentaria en el parlamento de Galicia tras presentarse en las listas del BNG como número 1 en la provincia de Pontevedra. En agosto de 2005 fue nombrada Secretaria General de Igualdad de la Vicepresidencia de igualdad y Bienestar de la Junta de Galicia cargo que asumió hasta enero de 2009.
Es miembro de la plataforma cívica ProLingua y activista en defensa de la enseñanza de la filosofía en las aulas.

## Publicaciones
- Feminismo e coñecemento. Da experiencia das mulleres ao ciborg, 2003, Espiral Maior.[8] Traducción al catellano: Feminismo y conocimiento (2006)[9]
- Cartografías do derrubo, 2011, Difusora.

- "Feminicidio. Unha nova orde patriarcal en tempos de sumisión" (2018) Editorial Galaxia